# Yoichi Akiba
Yoichi Akiba (født 23. november 1983) er en tidligere japansk fodboldspiller.
Han har spillet for flere forskellige klubber i sin karriere, herunder Yokohama FC og Mito HollyHock.